# Анадир (річка)
Ана́дир (чук. Йъаайваам, юкагир. Онандырь, рос. Анадырь) — річка у Чукотському автономному окрузі Росії. Довжина 1 145 км, площа басейну 191 тисяча км². Бере початок в центральній частині Анадирського плоскогір'я, де протікає у вузькій долині і має гірський характер. Тече по Анадирській низовині серед малонаселеної тундрової та лісотундрової місцевості. У верхній течії долина вузька, в середній і нижній течії річка має рівнинний характер, місцями не має оформленої долини, розбивається на кілька рукавів і впадає в затоку Онемен Анадирської затоки Берингового моря. У гирлі ширина до 7 км. Від гирла до селища Марково (570 км) судноплавна для невеликих суден. Середні витрати 1 680 м³/с.
Головні притоки: справа — Яблон, Еропол, Майн; зліва — Чинейвеєм, Біла, Танюрер. Живлення снігове і дощове. Льодостав з середини жовтня до травня — початку червня.
У басейні Анадиря понад 23,5 тисяч озер загальною площею 3 231 км²; видобуток вугілля. В нижній течії — рибальство.
У 1648 Семен Дежньов досяг гирла Анадиру і заклав зимовище, згодом Анадирській острог. У 18 столітті Анадир описав Дмитро Лаптєв.